# Référendum autrichien de 2013 sur la conscription

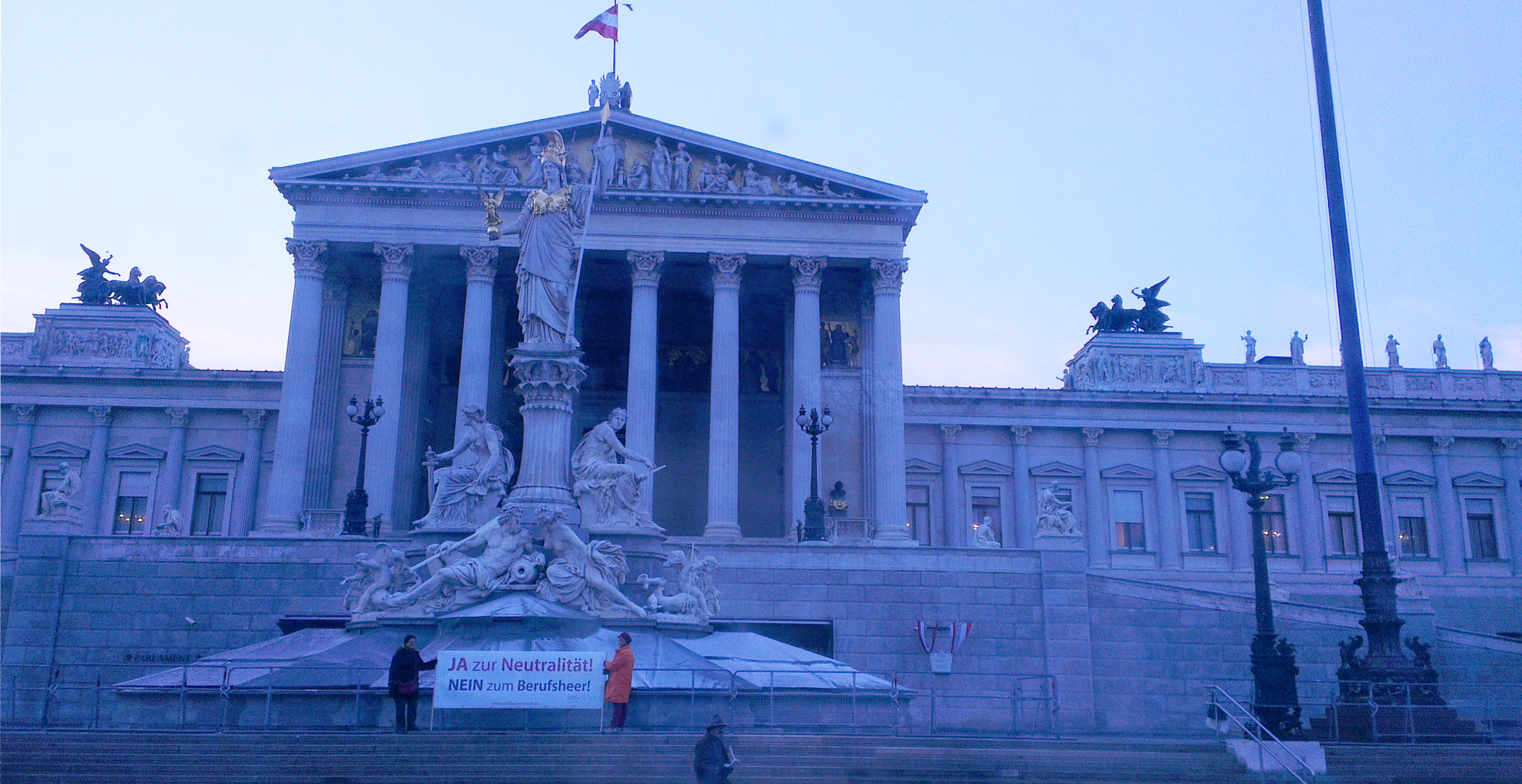
Parlement autrichien en 2012

Le référendum sur la conscription en Autriche de 2013 est un référendum qui s'est déroulé le 20 janvier 2013 en Autriche, au sujet du passage éventuel de la Bundesheer du système de la conscription à celui de l'armée de métier. Il voit la victoire du non.

## Résultats
| Choix | Votes     | %     |
| --- | --------- | ----- |
| a) Êtes-vous favorable à l'instauration d'une armée professionnelle et d'une année sociale volontaire rémunérée ? | 1 315 278 | 40,32 |
| b) Êtes-vous favorable au maintien de la conscription générale et du service communautaire ?                      | 1 947 116 | 59,68 |
| |           |       |
| Votes valides | 3 262 394 | 97,54 |
| Votes blancs et invalides                                                                                         | 82 226    | 2,46  |
| Total | 3 344 620 | 100   |
| Abstentions | 3 034 008 | 47,57 |
| Inscrits/Participation                                                                                            | 6 378 628 | 52,43 |